# Cruziohyla calcarifer
Cruziohyla calcarifer – gatunek płaza bezogonowego z podrodziny Phyllomedusinae w rodzinie rzekotkowatych (Hylidae).

## Rozmieszczenie geograficzne
Płaz spotykany jest w izolowanych miejscach w Ameryce Centralnej i północno-zachodniej Ameryce Południowej. Zamieszkuje on atlantyckie zbocza począwszy od południowo-wschodniej Kostaryki do środkowej Panamy, natomiast po stronie pacyficznej żyje w zachodniej Kolumbii (w departamentach Chocó i Valle del Cauca) oraz północno-zachodnim Ekwadorze (prowincja Esmeraldas).

## Systematyka
Gatunek ten pierwotnie zaliczano do rodzaju Agalychnis w obrębie rodziny rzekotkowatych, później do rodzaju Phyllomedusa. Dopiero praca Faivovicha et al. z 2005 przeniosła go do rodzaju Cruziohyla. Wszystkie trzy rodzaje umieszcza się w podrodzinie Phyllomedusinae, często podnoszonej do rangi rodziny (Phyllomedusidae). Niektóre populacje z Kostaryki, Panamy, Hondurasu i Nikaragui uznawane dawniej za Cruziohyla calcarifer okazały się należeć do innego, opisanego w 2018 roku gatunku – Cruziohyla sylviae.

## Ekologia
Płaz ten żyje na wysokościach poniżej 750 m nad poziomem morza. Jego siedliskiem są korony drzew wilgotnego, nizinnego, pierwotnego lasu. Prócz koron przedstawicieli tego gatunku spotykano też poniżej tego piętra. Płazy widywano na liściach bądź pniach. Spotkania te miały miejsce na brzegu lasu, w górnym biegu strumieni, a odbywały się w nocy. Zwierzęcia nie spotyka się w lasach zmienionych działalnością człowieka.
Płaz ten ma cichy głos.

## Cykl życiowy
Zwierzę wiedzie nocny tryb życia w koronach drzew. Schodzi niżej tylko w celu rozrodu. Przedłużaniu gatunku służą zagłębienia drzew, w tym powalonych, bądź niewielkie zbiorniki wodne, w których nie ma ryb. Samica składa jaja w szczelinach wypełnionych niezbędną do rozrodu wodą. Z jaj wylęgają się larwy (kijanki). Jedno miejsce rozrodu służy tym płazom, dopóki nie wypełni się ściółką.

## Zagrożenia i ochrona
Całkowita liczebność jego populacji spada. Gatunek uznaje się za rzadki, jednakże może to wynikać z niedoszacowania, gdyż występuje on w koronach drzew. Spotykany jest tylko raz na jakiś czas, co Międzynarodowa Unia Ochrony Przyrody (IUCN) tłumaczy cichym głosem i trudnym do eksploracji siedliskiem. Biorąc pod uwagę przewidywany szeroki zasięg występowania gatunku i małe prawdopodobieństwo, by jego liczebność ulegała znacznemu spadkowi, IUCN przyznała gatunkowi status najmniejszej troski (LC – Least Concern).
Międzynarodowa Unia Ochrony Przyrody wymienia następujące zagrożenia dla tego gatunku: wylesianie spowodowane rozwojem rolnictwa, nielegalna uprawa wiążąca się też z nielegalnym rozpylaniem substancji zanieczyszczających środowisko, pozysk drewna, osadnictwo ludzkie. Zwraca uwagę na dużą presję ze strony człowieka na ten gatunek w Ekwadorze. W Kolumbii i Ekwadorze C. calcifer jest odławiany z przeznaczeniem na międzynarodowy handel, ale na niewielką skalę.
Płaz ten zamieszkuje kilka obszarów chronionych.